# Тоя (Техас)
Тоя (англ. Toyah) — місто (англ. town) в США, в окрузі Ривс штату Техас. Населення — 61 особа (2020).

## Географія
Тоя розташована за координатами 31°18′45″ пн. ш. 103°47′41″ зх. д. / 31.31250° пн. ш. 103.79472° зх. д. (31.312498, -103.794612).  За даними Бюро перепису населення США в 2010 році місто мало площу 4,20 км², уся площа — суходіл.

## Демографія
Згідно з переписом 2010 року, у місті мешкало 90 осіб у 44 домогосподарствах у складі 25 родин. Густота населення становила 21 особа/км².  Було 51 помешкання (12/км²).
Расовий склад населення:
| - 84,4 % — білих - 2,2 % — чорних або афроамериканців - 1,1 % — корінних американців - 10,0 % — осіб інших рас |

До двох чи більше рас належало 2,2 %. Частка іспаномовних становила 51,1 % від усіх жителів.
За віковим діапазоном населення розподілялося таким чином: 18,9 % — особи молодші 18 років, 55,5 % — особи у віці 18—64 років, 25,6 % — особи у віці 65 років та старші. Медіана віку мешканця становила 53,5 року. На 100 осіб жіночої статі у місті припадало 100,0 чоловіків;  на 100 жінок у віці від 18 років та старших — 108,6 чоловіків також старших 18 років.
За межею бідності перебувало 42,7 % осіб, у тому числі 49,1 % дітей у віці до 18 років та 37,5 % осіб у віці 65 років та старших.
Цивільне працевлаштоване населення становило 52 особи. Основні галузі зайнятості: науковці, спеціалісти, менеджери — 30,8 %, освіта, охорона здоров'я та соціальна допомога — 28,8 %, мистецтво, розваги та відпочинок — 23,1 %.